# Libor Charfreitag
Libor Charfreitag (né le 11 septembre 1977 à Trnava) est un athlète slovaque spécialiste du lancer du marteau, médaillé de bronze aux Championnats du monde en 2007 et champion d'Europe 2010.

## Biographie
Il est éliminé dès les qualifications aux Championnats du monde d'athlétisme 1999 et 2001, ainsi qu'aux Jeux olympiques d'été de 2000. En 2002, Charfreitag se classe septième de la finale du lancer du marteau des Championnats d'Europe de Munich. L'année suivante, il réalise durant la saison 81,81 m mais ne parvient pas à confirmer aux Mondiaux de Paris en étant éliminé de nouveau au stade des qualifications. En 2004, il obtient une place de finaliste (7e) aux Jeux olympiques d'Athènes. Il remporte sa première médaille lors d'un grand championnat à l'occasion des Championnats du monde 2007 d'Osaka. Avec un jet à 81,60 m, il décroche le bronze, devancé par Ivan Tsikhan et Primož Kozmus.
Libor Charfreitag mesure 1,91 m et pèse 117 kg. Il a étudié à l'université Southern Methodist de Dallas, Texas, où il est aujourd'hui entraîneur-assistant. Il a été nommé athlète slovaque de l'année en 2003 et 2004.
Lors des Championnats d'Europe 2010, il remporte la médaille d'or mais sa victoire est l'objet d'une réclamation hongroise, car il aurait mis le pied en dehors du cercle lors de son jet victorieux : la réclamation est rejetée malgré une vidéo assez évidente où ses deux pieds se trouvent en dehors de la zone (sans qu'il soit possible de certifier qu'ils aient touché la bordure). Lors de la Coupe continentale d'athlétisme 2010, il remporte le concours en
79,69 m devant Dilshod Nazarov (78,76 m)  et Ali Mohamed Al-Zinkawi (76,73 m).

### Palmarès
| Date | Compétition                         | Lieu                                | Résultat | Performance |
| ---- | ----------------------------------- | ----------------------------------- | -------- | ----------- |
| 2002 | Championnats d'Europe               | Munich                              | 7e       | 79,20 m     |
| 2003 | Finale mondiale                     | Monaco                              | 2e       | 81,22 m     |
| 2004 | Jeux olympiques                     | Athènes                             | 6e       | 77,54 m     |
| 2005 | Championnats du monde               | Helsinki                            | 8e       | 76,05 m     |
| 2007 | Championnats du monde               | Osaka                               | 3e       | 81,60 m     |
| 2008 | Jeux olympiques                     | Pékin                               | 8e       | 78,65 m     |
| 2009 | Championnats du monde               | Berlin                              | 10e      | 72,63 m     |
| 2010 | Championnats d'Europe               | Barcelone                           | 1er      | 80,02 m     |
| 2010 | Coupe continentale                  | Split                               | 1er      | 79,69 m     |
| 2010 | Challenge IAAF du lancer de marteau | Challenge IAAF du lancer de marteau | 3e       | 235,26 m    |

### Records
| Épreuve           | Performance  | Lieu   | Date         |
| ----------------- | ------------ | ------ | ------------ |
| Lancer du marteau | 81,81 m (RN) | Prague | 29 juin 2003 |